# Englebert Fisen
Englebert Fisen, né à Liège en 1655 et mort le 15 avril 1733, est un peintre liégeois très productif, élève de Bertholet Flémal. Sa création est centrée sur des peintures religieuses et des portraits.
Il a marqué l’École liégeoise à la fin du XVIIe et au début du XVIIIe siècle, en particulier grâce à la « Crucifixion », œuvre témoignant d’une grande maîtrise et qui fit de lui un peintre sans concurrence dans la région. 

## Biographie
Englebert Fisen est né à Liège en 1655, dans des conditions très modestes. Son père, Jean Fisen, était barbier, le nom de sa mère était Jeanne Herck. La famille habitait une maison située à l'angle du petit cimetière qui entourait l'église paroissiale de Sainte-Madeleine.
Après ses études secondaires, il devient l'élève de Bertholet Flémal, peintre célèbre liégeois. Il part ensuite pour l'Italie en 1671 ; à Rome où il suit les enseignements de Carlo Maratti. 
Dès son retour, en 1679, il se montre très productif et son talent est apprécié de ses compatriotes et des étrangers de passage dans la principauté ; son registre mentionne qu'à partir du 26 mai, l'année de son retour, Fisen fit onze tableaux et un portrait. En plus de grandes qualités humaines, il est doté d'un sens de l'ordre hors du commun ; son registre rapporte, année par année (à partir de 1679), tous ses travaux, dans l'ordre de leur production, avec le prix qu'il en retirait. Désireux de s'imposer à Liège à son retour d'Italie, ses premiers tableaux sont marqués du style de Bertholet Flémal. À tel point que ses œuvres seront parfois attribuées à son maître.
En 1684, il témoigne d'une maîtrise exceptionnelle grâce à la Crucifixion (Collégiale Saint-Barthélemy de Liège). Dès lors il va jouir d'une grande notoriété, et de peu de concurrence. Son succès le fait entrer dans le giron du Prince-évêque. Entre 1679 et 1729, soit 50 ans, Fisen va peindre environ 800 tableaux dont 139 sont répertoriés. Il réalise environ cent cinquante portraits, mais trop peu ont traversé les années jusqu'à nos jours.
Ses œuvres étaient destinées à des églises de la ville de Liège, des chapelles des couvents et des châteaux de la principauté. Sa dextérité au travail et l'extrême facilité de son pinceau lui permirent de répondre rapidement aux commanditaires. Cependant au-delà de 1700 environ, l'artiste va péricliter et verser dans la facilité et le stéréotype. Sans doute faut-il mettre ce déclin sur le compte du manque de concurrence.
Fisen est un contemporain du sculpteur liégeois Jean Del Cour en qui il avait trouvé un ami. Il décède le 15 avril 1733.

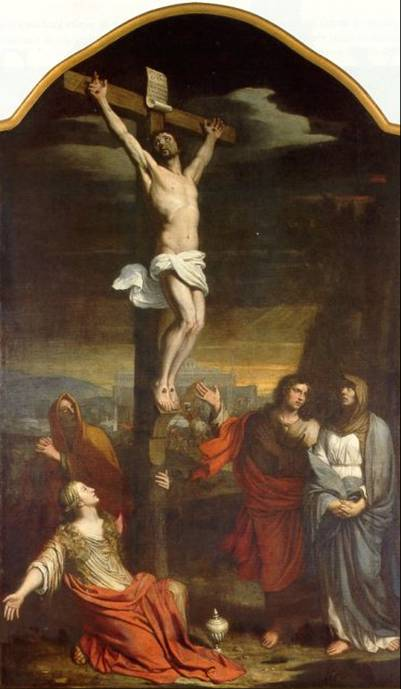
Crucifixion (1684)
Huile sur toile, 445 × 250 cm
Collégiale Saint-Barthélemy, Liège

### Le personnage
Fisen était l'exemple du travailleur consciencieux, très attaché à son art et méticuleux. On notera à ce titre qu'à partir du 26 mai 1679, il tint un registre où il inscrivait dans l'ordre de leur production, avec le prix qu'il en retirait, tous les travaux de son atelier. 
Homme laborieux et passionné, sa production, qui peut être estimée à environ huit cents tableaux (cent trente neuf seulement aujourd'hui recensés), est dominée par les tableaux religieux, dont il orne bon nombre d'églises et couvents du pays de Liège. À l'entame du XVIIIe siècle, ses compositions sombrèrent dans la facilité avec des œuvres souvent monotones.
D'une nature très rangée et très attachée aux valeurs familiales son registre mentionne qu'il épousa Anne-Catherine Campo en 1692 et eut 5 enfants.
« ...Voici sur les travaux de Fisen quelques indications copiées du registre dont il vient d'être question :
- « Le dernier jour de iulet 1687, j'ay faict marché avec S. A. S. cardinal de Furstemberg d'une tapisserie pour le  château de Modave pour six cens escus. »
- 1684 « pour la Madeleine le tableau du Mre Autelle. »
- 1692 « le portrait de la comtesse Tilly. »
- 1694 « mon portrait avec celui de ma femme et de mon fils. »
- 1696 « St Benoît brise l'idolle pour St Jacques. »
- 1700 « la copie du St Jacques de Douffet. »
- 1701 « 2 petites copies du même tableau. »
- 1705 « Notre Seigneur descendu de la croix pour les malades incurables avec le portrait de Mons. Surlet. » »

« La peinture au pays de Liège et sur les bords de la Meuse, Liège, Imprimerie liégeoise Henri Poncelet, 1903, p. 283 et suiv. »
— Jules Helbig

## Aperçu de son œuvre
- L'Adoration des bergers. Église Sainte-Véronique, Liège
- La mort de Saint Benoit de Nursie. Abbaye bénédictine de la Paix Notre-Dame, Liège
- La mort de Sainte Scholastique. Abbaye bénédictine de la Paix Notre-Dame, Liège
- Présentation au temple. Église Notre-Dame de Viemme (Faimes)
- La Montée au Calvaire, le retable du maitre-autel  de l'église Sainte-Apollinaire, Bolland.

Certaines œuvres sont exposées dans les lieux suivants :
- Musée des beaux-arts de Liège
  - Cabinet des Estampes et des Dessins

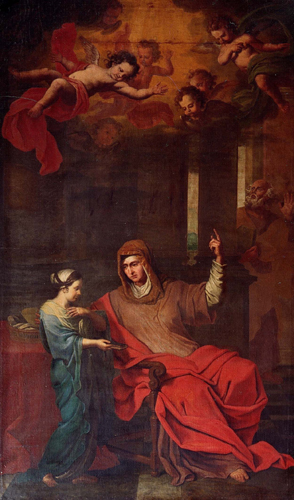
Éducation de la Vierge par Ste Anne (1702-1703), autel latéral de l'abbaye de Flône
Huile sur toile, 238 × 143 cm

  - Musée de l'Art wallon
- Grand Curtius (Liège)
- Musée d'Ansembourg (Musée d'archéologie et d'arts décoratifs) (Liège)
- Wallraf-Richartz Museum (Cologne)

## Liste des peintures
| Tableau | Titre                               | Date      | Dimensions                    | Notes                                                 | Lieu d’exposition                                        |
| ------- | ----------------------------------- | --------- | ----------------------------- | ----------------------------------------------------- | -------------------------------------------------------- |
|         | Golgotha                            | 1684      | Huile sur toile 445 × 250 cm  |                                                       | Collégiale Saint-Barthélemy, Liège Belgique              |
|         | Adoration                           | 1686      |                               | Paternité contestée : Englebert Fisen ou Louis Counet | Chapelle des Capucins, Malmedy Belgique                  |
|         | Crucifixion                         | 1700      |                               |                                                       | Église Saint-Martin de Bovigny, Gouvy Belgique           |
|         | Éducation de la Vierge par Ste Anne | 1702-1703 | Huile sur toile 238 × 143 cm  |                                                       | Abbaye de Flône, Amay Belgique                           |
|         | Le Martyre de Saint Barthélemy      | 1707      | Huile sur toile 550 × 260 cm  |                                                       | Collégiale Saint-Barthélemy, Liège Belgique              |
|         | Le peintre et sa famille            | 1722      | Huile sur toile 91 × 120,5 cm |                                                       | Musée d'Ansembourg, Liège Belgique                       |
|         | Baptême du Christ                   | 1728      | Huile sur toile 235 × 120 cm  |                                                       | Collégiale Saint-Barthélemy, Liège Belgique              |
|         | La mort de Saint Benoit de Nursie   |           |                               |                                                       | Abbaye bénédictine de la Paix Notre-Dame, Liège Belgique |
|         | La mort de Sainte Scholastique      |           |                               |                                                       | Abbaye bénédictine de la Paix Notre-Dame, Liège Belgique |
|         | L'Adoration des bergers             |           |                               |                                                       | Église Sainte-Véronique, Liège Belgique                  |
|         | Présentation au temple              |           |                               |                                                       | Église Notre-Dame de Viemme, Faimes Belgique             |
|         | Montée au Calvaire                  |           |                               |                                                       | Église Sainte-Apollinaire, Bolland Belgique              |

## Influences
Il est primordial, d'abord, de signaler le caractère original des peintres liégeois. Alors que la Principauté épiscopale n'est éloignée que de quelques dizaines de kilomètres d'Anvers et du Rubenisme, la plupart se spécialisent chez l'un ou l'autre maître italien. Citons le peintre liégeois Gérard Douffet qui devient l'élève de Michelangelo Merisi da Caravaggio, dit Le Caravage, si populaire pour ses scènes religieuses empreintes d'un naturel impressionnant. Par la suite, c'est Bertholet Flémal, ancien élève de Douffet, qui va insuffler au courant liégeois l'esprit classicisant de Nicolas Poussin dont il avait pu s'abreuver à Rome. À l'instar de ses maîtres, Fisen passa 8 années auprès de Carlo Maratti. Au cours des années 1680 et 1690, Fisen s'est montré un fidèle de l'art classicisant de Bertholet Flémal. À tel point que certaines de ses œuvres furent injustement attribuées à Flémal.
« C'est le dernier élève de Bertholet Flémal, Englebert Fisen (1655-1733), qui perpétua jusqu'au début du XVIIIe siècle l'art de son ancien mentor. Grâce à son livre de comptes, on peut estimer sa production à environ huit cents tableaux, sur une cinquantaine d'années de carrière. Plus de 130 ont pu être repérés à ce jour. Ce sont surtout les peintures du début de la carrière qui offrent quelque intérêt. Au cours des années 1680 et 1690, Fisen s'est montré un fidèle zélateur de l'art classicisant de Bertholet Flémal. À tel point qu'il a souvent fallu aller repêcher ses œuvres dans le catalogue des peintures attribuées à tort à Bertholet. C'est le cas pour deux tableaux d'une collection privée de Liège qui furent exposés à Charleroi en 1911 sous le nom de Flémal : l'Adoration des Mages et la Naissance de la Vierge (en réalité la Naissance de saint Jean-Baptiste). Ces deux morceaux sont des œuvres typiques des débuts de la carrière de Fisen - ils sont du reste repris dans son livre de raison sous l'année 1681. De même la Prière de Tobie et Sarah du Musée de l'Art wallon, tableau passé il y a quelques années sur le marché de l'art bruxellois avec une attribution à Flémal. Ces trois tableaux, qui ne manquent pas de charme, nous disent la dette de l'élève au maître dans le jeu des contrastes, dans les mises en page structurées en fonction d'une architecture antiquisante un peu pesante, dans la sonorité des coloris ainsi que dans la rhétorique des gestes. »
— Pierre-Yves Kairis, Un double regard sur 2000 ans d'art wallon,
Tournai, La Renaissance du livre, 2000, p. 321-341